# Douglas D-558-2 Skyrocket
Douglas D-558-2 Skyrocket (hay D-558-II) là một loại máy bay nghiên cứu siêu thanh do Douglas Aircraft Company chế tạo cho Hải quân Hoa Kỳ.

## Tính năng kỹ chiến thuật (D-558-2 Skyrocket)
Dữ liệu lấy từ 
Đặc điểm tổng quát
- Tổ lái: 1
- Chiều dài: 42 ft 0 in (12,8 m)
- Sải cánh: 25 ft 0 in (7,6 m)
- Chiều cao: 22 ft 8 in (3,8 m)
- Diện tích cánh: 175 ft² (16,2 m²)
- Trọng lượng rỗng: 9.421 lb (4.273 kg)
- Trọng lượng cất cánh tối đa: 15.266 lb (6.923 kg)
- Động cơ:
  - 1 × Westinghouse J34-WE-40 kiểu turbojet, 3.000 lbf (13 kN)
  - 1 × Reaction Motors XLR-8-RM-5 kiểu rocket, 6.000 lbf (27 kN)

 Hiệu suất bay 
- Vận tốc cực đại: 720 mph, 1,250 mph khi phóng từ trên không (1.160 km/h, 2.010 km/h khi phóng từ trên không)
- Thất tốc: 160,1 mph (257,7 km/h)
- Trần bay: 16.500 ft (5.030 m)
- Vận tốc leo cao: 22.400 ft/phút, 11.100 ft/phút khi chỉ dùng động cơ rocket (6,830 m/phút., 3,380 m/phút khi chỉ dùng động cơ rocket)
- Tải trên cánh: 87,2 lb/ft² (426 kg/m²)
- Lực đẩy/trọng lượng (phản lực): 0,39